# João da Gente
João da Gente, nome artístico de João de Wilton (ou da Silva) Morgado (Rio de Janeiro, 8 de dezembro de 1882 — Rio de Janeiro, 18 de janeiro de 1937) foi um compositor, teatrólogo e jornalista brasileiro.